# Shin Seung-Chan
Shin Seung-Chan (en coreano: 신승찬; 6 de diciembre de 1994) es una deportista surcoreana que compite en bádminton, en la modalidad de dobles.
Participó en los Juegos Olímpicos de Río de Janeiro 2016, obteniendo una medalla de bronce en la prueba de dobles. Ganó dos medallas en el Campeonato Mundial de Bádminton, bronce en 2014 y plata en 2021.

## Palmarés internacional
| Juegos Olímpicos   | Juegos Olímpicos        | Juegos Olímpicos  | Juegos Olímpicos |
| Año                | Lugar                   | Medalla           | Prueba           |
| ------------------ | ----------------------- | ----------------- | ---------------- |
| 2016               | Río de Janeiro (Brasil) | Medalla de bronce | Dobles           |
| Campeonato Mundial |                         |                   |                  |
| Año                | Lugar                   | Medalla           | Prueba           |
| 2014               | Copenhague (Dinamarca)  | Medalla de bronce | Dobles           |
| 2021               | Huelva (España)         | Medalla de plata  | Dobles           |